# Віндг'я
Віндг'я (санскр. विन्‍ध्य) — гірський масив в центральній Індії, що сягає висоти 1100 м. Простягається на 1000 км з заходу на схід, від східного кордону штату Гуджарат до південного сходу штату Уттар-Прадеш. 24°37′ пн. ш. 82°00′ сх. д. / 24.617° пн. ш. 82.000° сх. д.
Основна частина гір Віндг'я розташована в штаті Мадг'я-Прадеш паралельно до гір Сатпура, що розташовані дещо південніше. Разом із річкою Нармада ці гори Віндг'я утворюють північну межу плоскогір'я Декан. Південний бік гір більше крута, а північна більш положиста і частково утворює однойменне плато Віндг'я. На ньому розташовані два великих міста Мадг'я-Прадеш: Індаур і столиця Бхопал. Південна частина Віндг'я належить до басейну Нармади, а води північної частини стікають в Ганг.
Найдавніші відомі скам'янілі багатоклітинні організми з ядерних (водорості) були знайдені в цих горах з віком від 1,6 до 1,7 мільярда років.